# Misa martwicowa

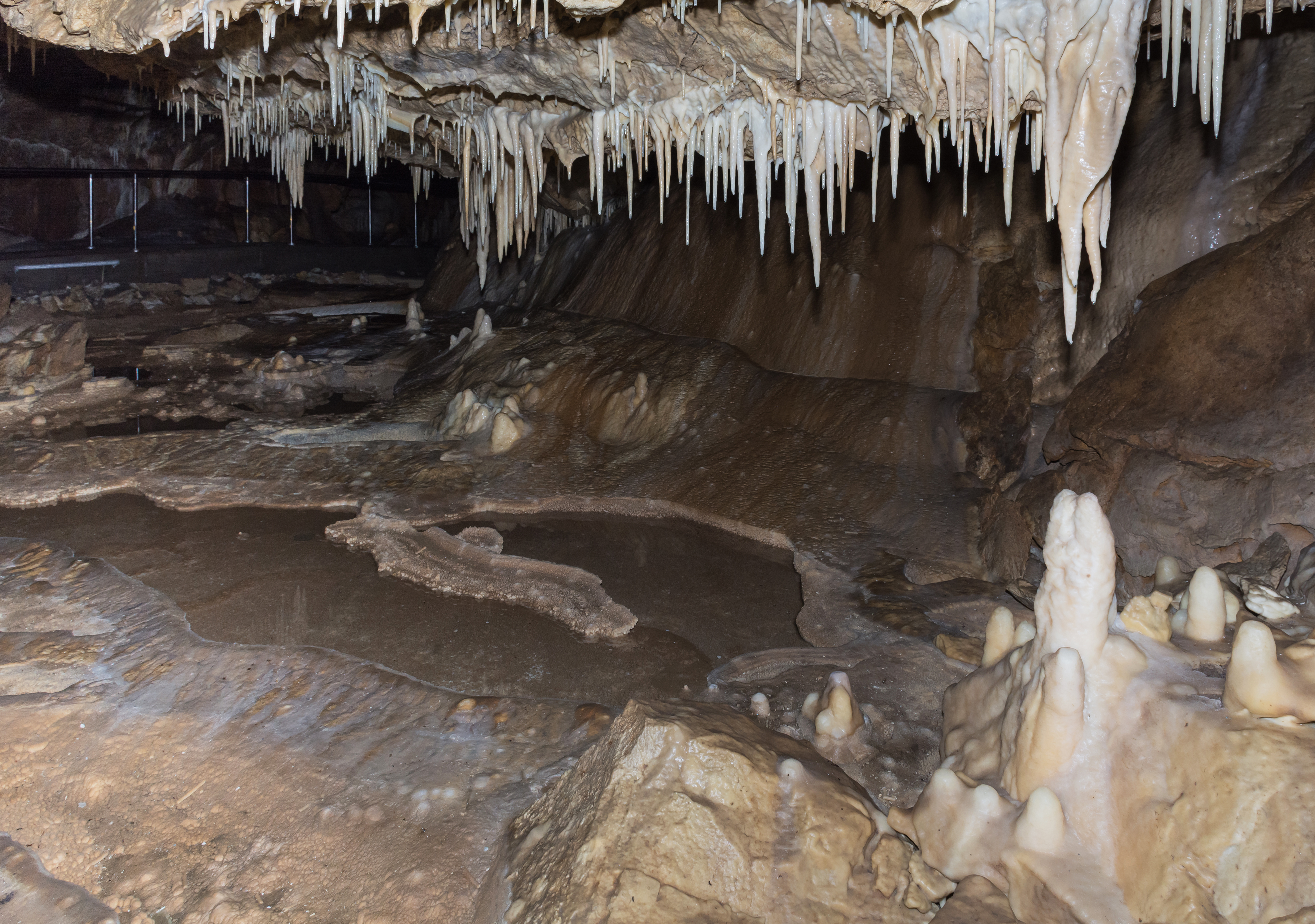
Misy martwicowe w Jaskini Niedźwiedziej w Kletnie

Misa martwicowa – jedna z form nacieku występująca w krasowych jaskiniach wapiennych. Tworzy się na dnie jaskini ze skrystalizowanego węglanu wapnia i ma kształt niecki czy misy. Jest efektem trwającego setki lat cyklu odparowywania i wypełniania się niewielkich jeziorek jaskiniowych. W wyniku odparowywania wody powstaje nasycony roztwór węglanu wapnia, podczas dalszego odparowywania nadmiar węglanu, który nie może już rozpuścić się w wodzie, wykrystalizowuje. Pierwszym etapem powstawania misy martwicowej jest tworzenie się na jej powierzchni „kożuszka”. Na ściankach misy martwicowej można zaobserwować koncentryczne kręgi, które są śladami zmian poziomu wody.
Misy martwicowe tworzą często całe systemy, ułożone kaskadowo i pooddzielane od siebie groblami martwicowymi. Największe misy martwicowe w Polsce można oglądać w udostępnionej do zwiedzania Jaskini Niedźwiedziej w Kletnie.